# Janko Cmentarnik
Janko Cmentarnik (Gawęda ludowa) – gawęda wierszem autorstwa Władysława Syrokomli, powstała i została wydana w Wilnie w 1856 roku.
Dzieje chłopa pańszczyźnianego znad Niemna, Janka Skiby, który odbył kampanie napoleońskie przy boku pana, a następnie, rannego pod Moskwą, pielęgnował przez długie lata z dala od rodzinnej wioski. Konfrontacja wytęsknionego obrazu ze zmianami, jakie zastał po 40-letniej nieobecności, doprowadza Janka do łagodnego obłędu: przebywa stale na cmentarzu, gdzie spoczywa większość jego rówieśników, i tam też umiera. Janko, wyposażony w pozytywne cechy, jest prototypem chłopskiego bohatera – uczestnika wojen napoleońskich. Jego niedola płynie z tęsknoty za ziemią rodzinną, od której oderwała go zależność od pana. Można też odczytać jego losy jako aluzję do XIX-wiecznych tułaczy.